# Sven Seibold
Sven Max Seibold (* 1966 in Bad Oldesloe als Sven Max Litzcke) ist ein deutscher Psychologe und seit 2007 Professor für Wirtschaftspsychologie an der Hochschule Hannover.

## Leben
Seibold begann seine Karriere mit den Abschlüssen des Diplom-Verwaltungswirt (FH) an der Fachhochschule des Bundes für öffentliche Verwaltung (Brühl) und des Diplom-Psychologen an der Albert-Ludwigs-Universität Freiburg. Nach seinem Studium arbeitete er zunächst in der Industrie und im öffentlichen Dienst. Seit 2007 ist er Professor für Wirtschaftspsychologie an der Hochschule Hannover.
Seibolds Veröffentlichungen haben die Schwerpunkte Wirtschaftspsychologie und Kriminalistik. Seit 2008 ist er Mitherausgeber der Schriftenreihe Analysen zu Sicherheitsfragen und seit 2014 ist er Herausgeber der Open-Access-Schriftenreihe Personalpsychologie.

## Publikationen (Auswahl)
- Sven Max Litzcke, Ruth Linssen: Studieren lernen. Arbeits- und Lerntechniken, Prüfungen und Studienarbeiten. Brühl/Rheinland 2008, ISBN 978-3-938407-25-7, urn:nbn:de:bsz:291-psydok-15517.
- Sven Max Litzcke, Karin Häring, Andreas Mokros: Zusammenhänge zwischen Persönlichkeitseigenschaften, betriebswirtschaftlichem Denken und beruflichem Erfolg. Hannover 2010, urn:nbn:de:bsz:960-opus-3069.
- Felix Schön, Sven Max Litzcke, Ruth Linssen, Jan Schilling: Korruption und Gewissenhaftigkeit. Hannover 2011, urn:nbn:de:bsz:960-opus-3571.
- Sven Litzcke, Matthias Pletke, Horst Schuh: Stress, Mobbing und Burn-out am Arbeitsplatz. Heidelberg 2013, ISBN 978-3-642-28623-0.
- Sven Litzcke, Ruth Linssen, Max Hermanutz: Hannoversche Korruptionsskala (HKS 38) (= Personalpsychologie. Band 1). Hannover 2014, urn:nbn:de:bsz:960-opus4-4888.
- Sven Litzcke, Alexander Horn, Dirk Schinke: Sexualmord in Bayern: Opfer – Tatverlauf – Täter. Frankfurt am Main, 2015, ISBN 978-3-86676-399-9.
- Karin Häring, Sven Litzcke: Führungskompetenzen lernen: Eignung, Entwicklung, Aufstieg. Stuttgart 2017, ISBN 978-3-7910-3987-9.
- Max Hermanutz, Sven Litzcke: Unterscheidung von Wahrheit und Lüge: Vernehmungsexperimente (= Analysen zu Sicherheitsfragen. Band 8). Frankfurt am Main, 2018, ISBN 978-3-86676-549-8.
- Frank Heber, Sven Seibold, Angelika Schäffer: Hannoversche Korruptionsskala Österreich-Version (HKS 38 Ö) (=Personalpsychologie. Band 5). Hannover, 2018.
- Sven Seibold, Ruth Linssen: Bachelorarbeiten – von der Recherche bis zur Formulierung. Hannover, 2019.
- Sven Seibold, Alexander Horn: Emotion und Fehlentscheidung – Wie Menschen auch unter Stress klug entscheiden. Berlin, 2022, ISBN 978-3-662-63236-9.
- Sven Seibold, Ruth Linssen: Regeln brauchen Vertrauen: Warum wir gerne verbieten und uns selbst nicht an alle Gebote halten. Berlin, 2022, ISBN 978-3-662-64187-3.
- Sven Seibold: Stress, Mobbing und Burn-out:  Umgang mit Leistungsdruck – Belastungen im Beruf meistern. Berlin, 2022, ISBN 978-3-662-64189-7.
- Sven Seibold, Frank Heber, Ruth Linssen, Felix Schön: Theorie zu Personenfaktoren von Korruption. Hannover, 2023, https://nbn-resolving.org/urn:nbn:de:bsz:960-opus4-29792
- Sven Seibold: Neugierig altern und gut leben: Offen - lebendig - lebensfroh. Berlin, 2025, https://d-nb.info/1337576964